# Флора (Кельн)
Флора (нім. Flora) — ботанічний сад у місті Кельн (Північний Рейн-Вестфалія, Німеччина). У саду росте більше 10 000 видів місцевих і екзотичних рослин. Центром ботанічного саду, відкритого 1864 року, є однойменний палац.
Ботанічний сад є членом Міжнародної ради ботанічних садів з охорони рослин (BGCI), його міжнародний код KOLN.

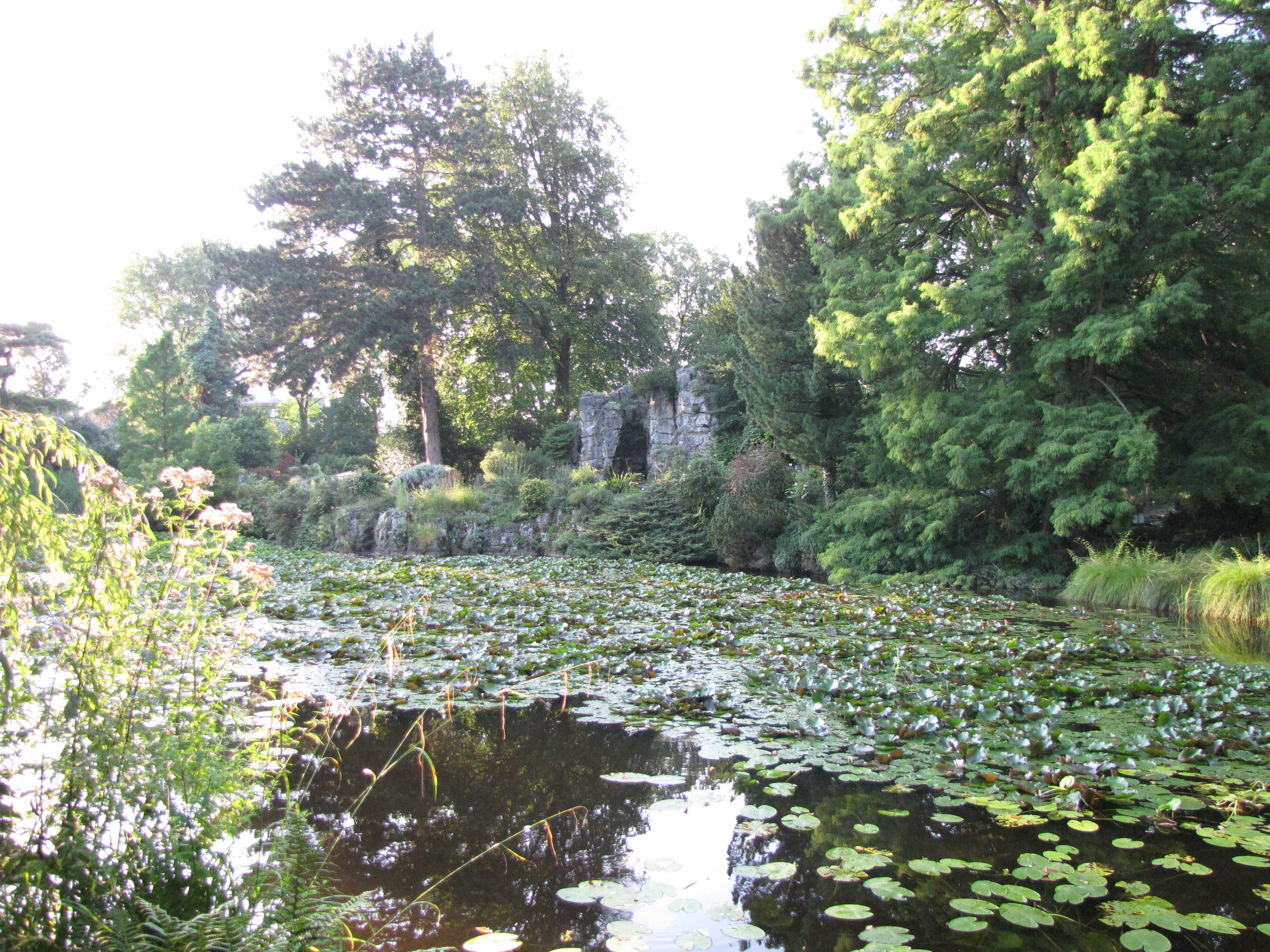
Ставок з водяними ліліями
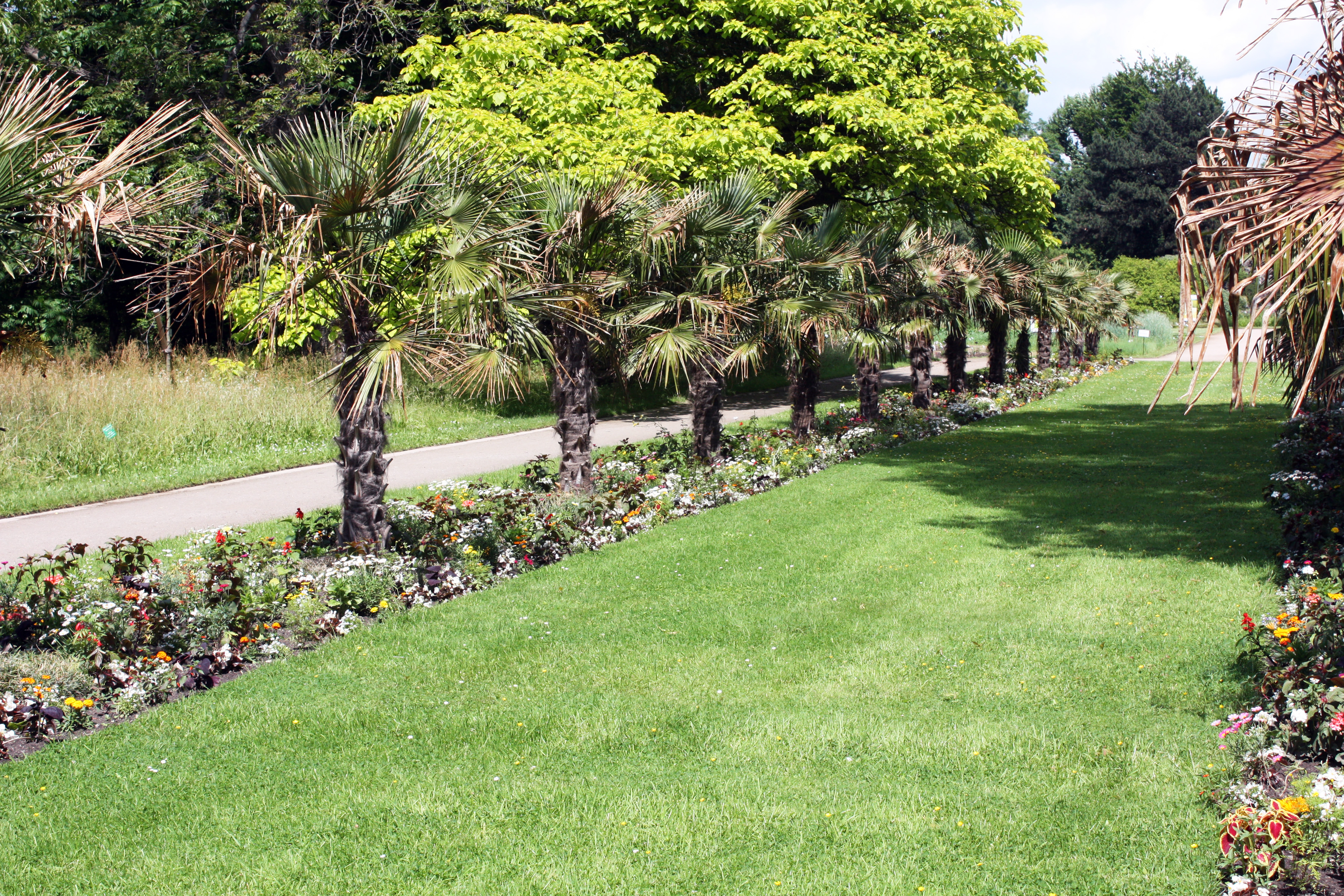
Пальмова алея
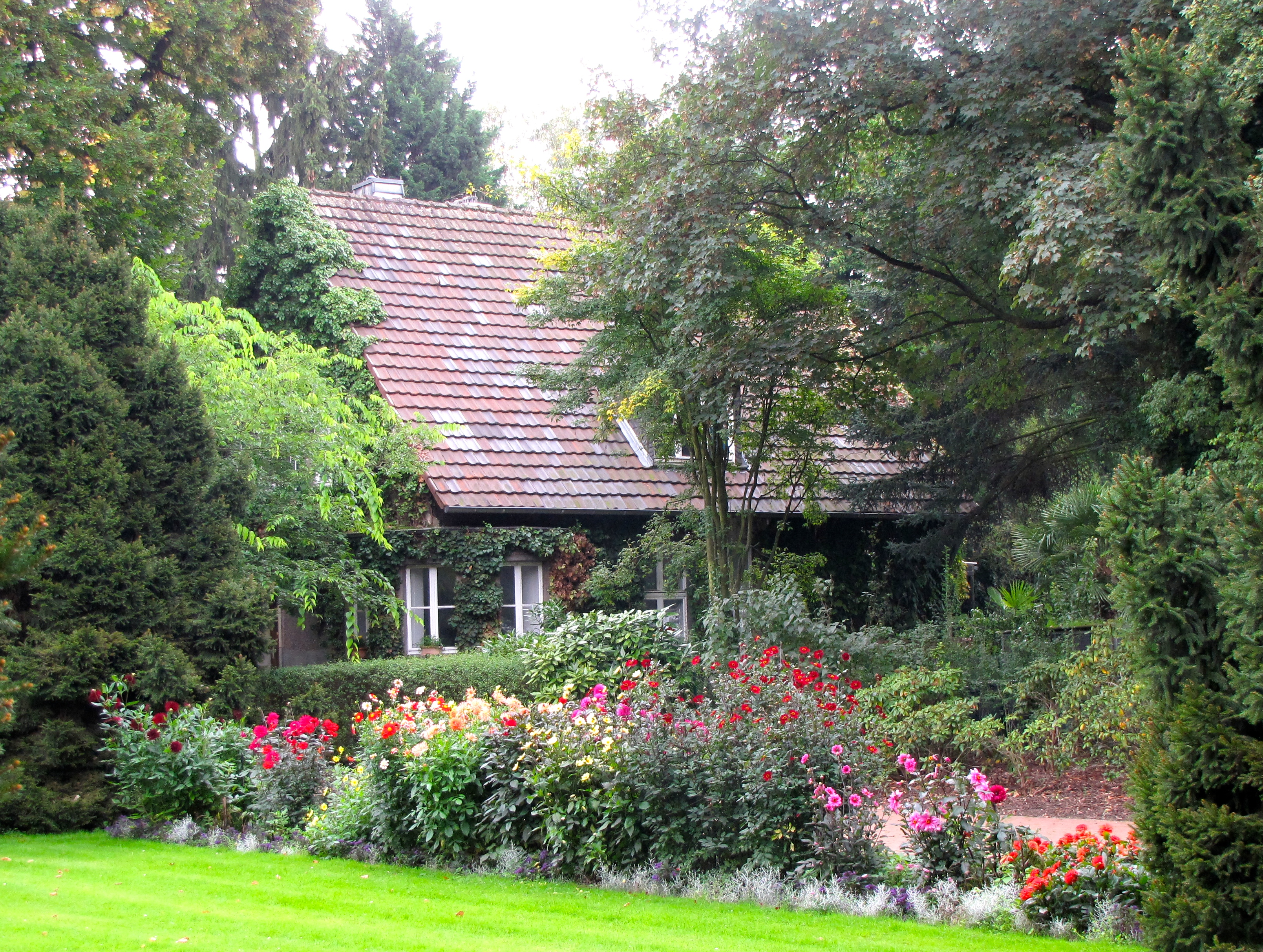
«Будиночок відьом»

## Оранжереї

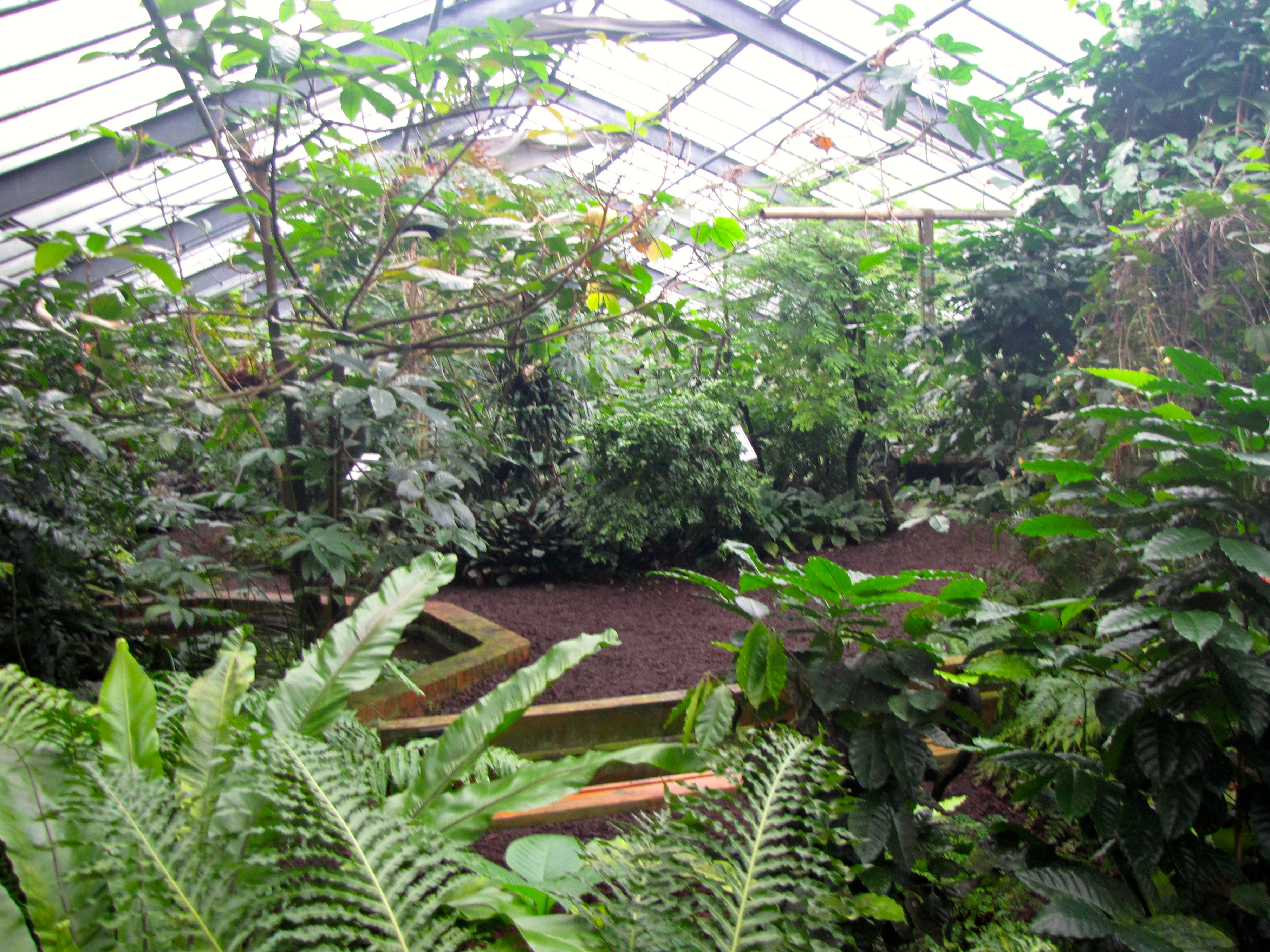
Мала тропічна оранжерея (1950)
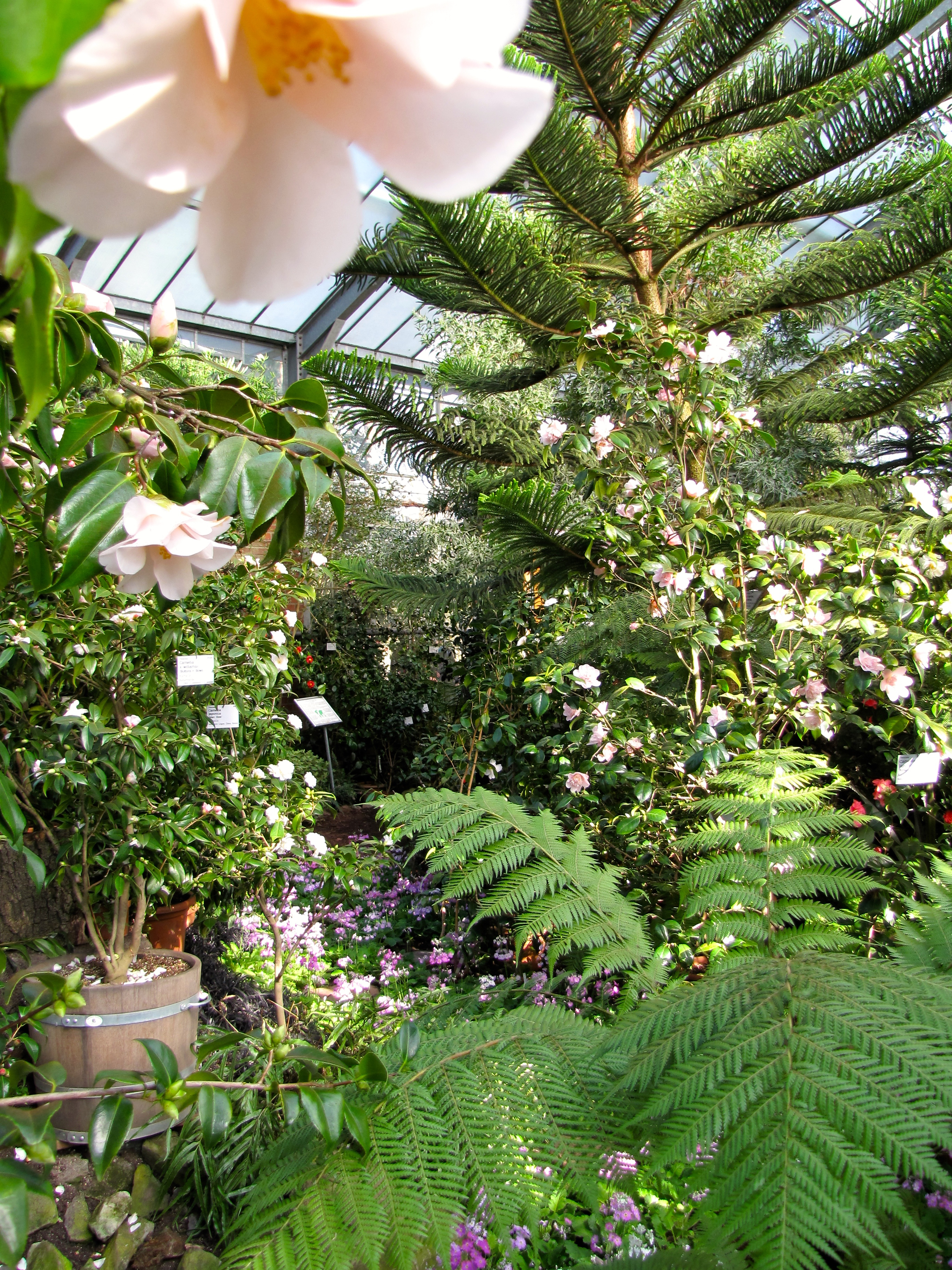
Субтропічна оранжерея (1964)
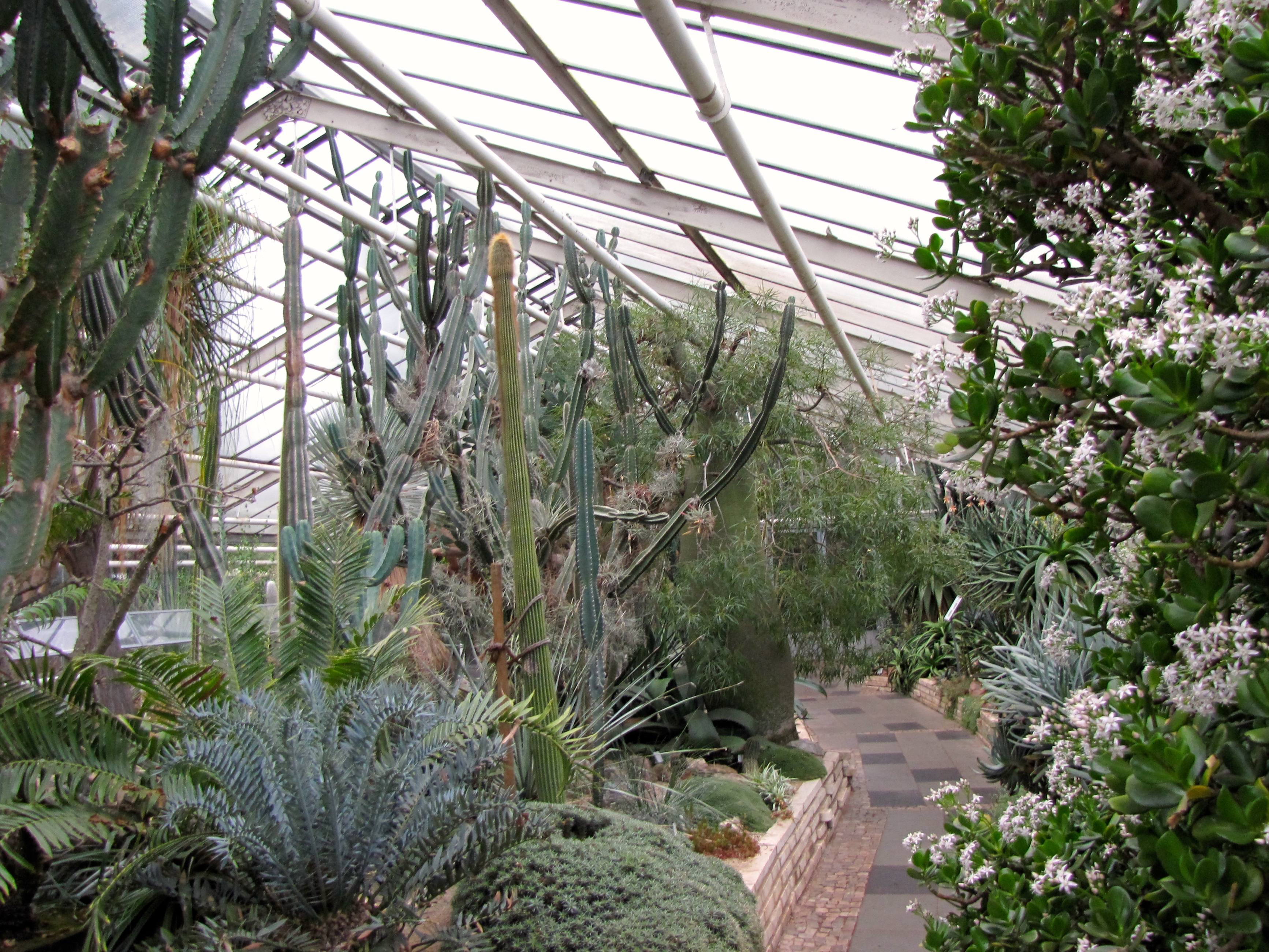
Оранжерея кактусів (1953)

## Скульптури

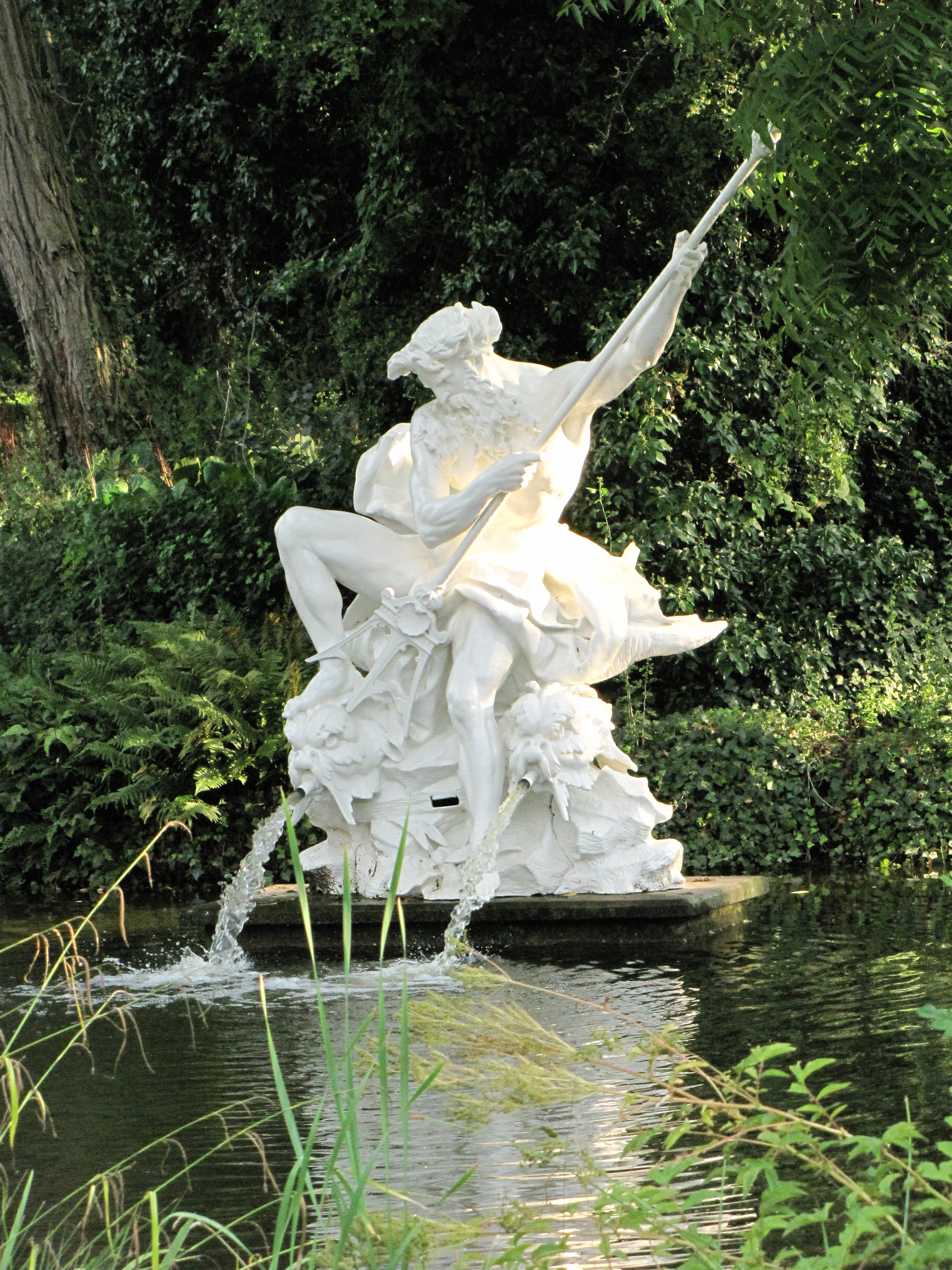
Нептун (1856)
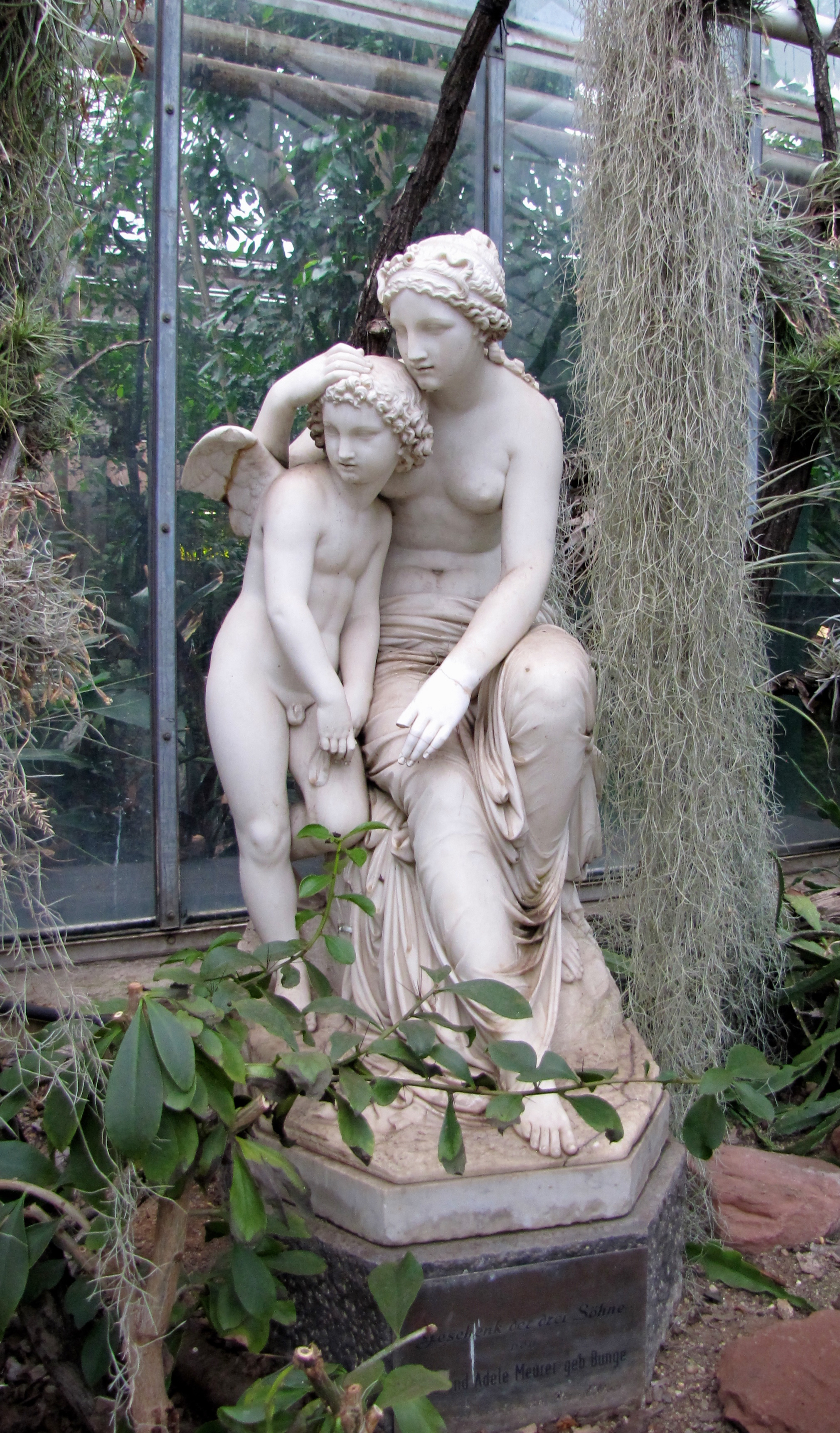
Венера і Амур (1863)
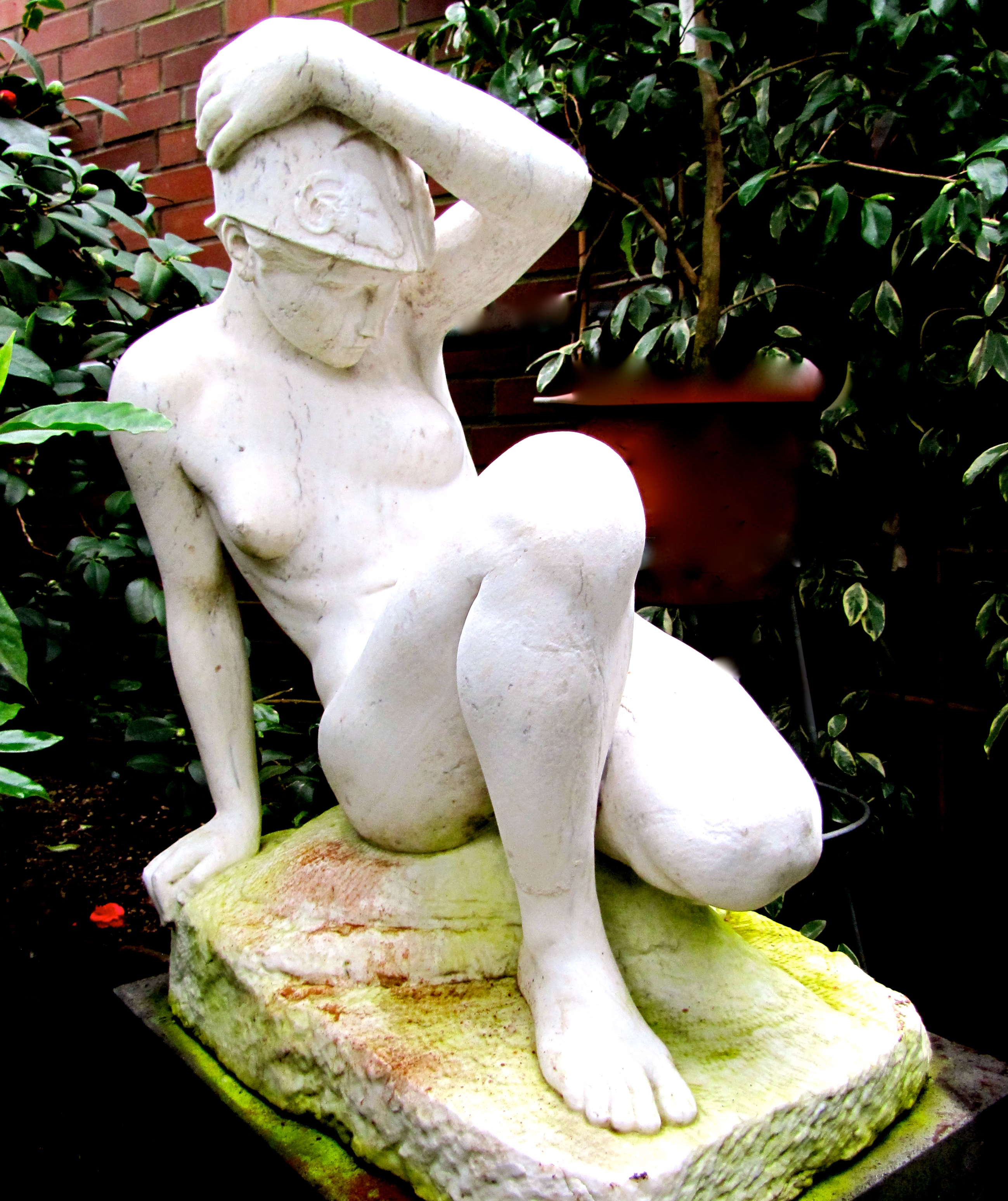
Вмираюча амазонка (1910)
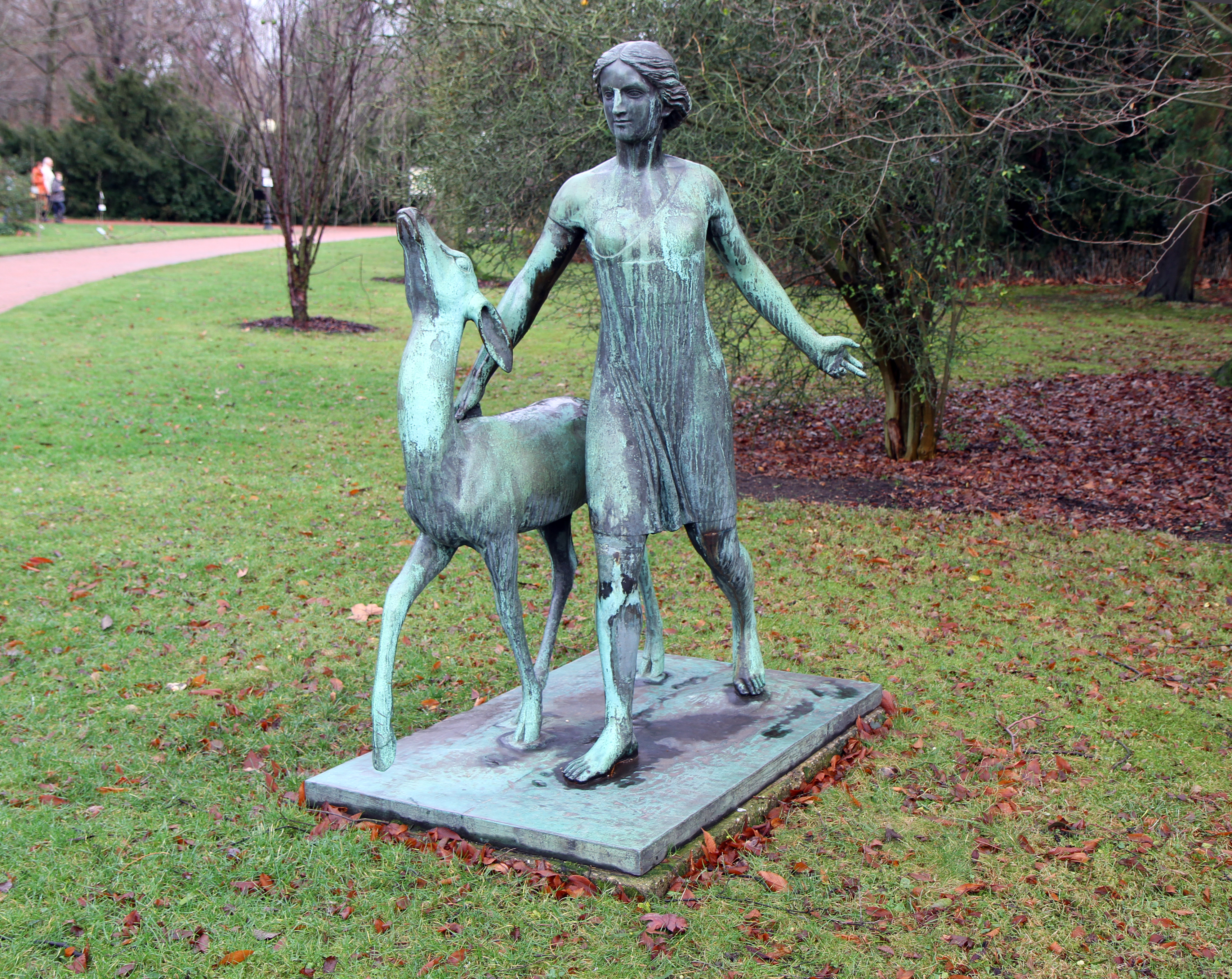
Дівчинка з оленем (1911)